# Campeonato nacional de Estados Unidos 1884
Lista de los campeones del Campeonato nacional de Estados Unidos de 1884:

## Senior

### Individuales masculinos
Richard Sears vence a  Howard Taylor, 6–0, 1–6, 6–0, 6–2

### Dobles masculinos
Richard Sears /  James Dwight vencen a  Walter Berry /  Alexander Van Rensselaer,  6–4, 6–1, 8–10, 6–4
| Predecesor: 1883                         | Campeonato nacional de Estados Unidos 1884 | Sucesor: 1885                         |
| Predecesor: Campeonato de Wimbledon 1884 | Grand Slam 1884                            | Sucesor: Campeonato de Wimbledon 1885 |

- Datos: Q2620174